# Glaucopsyche melconi
Glaucopsyche melconi är en fjärilsart som beskrevs av De Sagarra 1930. Glaucopsyche melconi ingår i släktet Glaucopsyche och familjen juvelvingar. Inga underarter finns listade i Catalogue of Life.